# ناقل الناقل العصبي
نواقِل الناقل العصبي هي بروتينات ناقل غشائي تَصِل الغشاء الخلوي للعصبونات. تتمثل وظيفة نواقل الناقل العصبي في نقل النواقل العصبية عبر هذه الأغشية وتوجيه ناقلها الإضافي إلى مواقع جَوَّانيَّة محددة.
تنقِل النواقل الحويصلية النواقل العصبية إلى حوصلة الشبك العصبي لتنظيم تركيز المواد بداخل النواقل العصبية.
تعتمد النواقل الحويصلية على التدرج البروتيني الناتج من التحلل المائي للأدينوسين ثلاثي الفوسفات (ATP) لأداء دورها.